# 传统数学
传统数学（英語：Traditional mathematics）是20世纪初期到中期美国数学教育的主要方法。这与非传统的数学教育方法形成对比。 

## 传统方法
传统数学教育的主题和方法在许多国家和语言的书籍和文章中都有记载。主题主要包括：
- 初等算术
- 加法
- 进位
- 减法
- 乘法
- 乘法表
- 除法
- 长除法
- 分数運算
- 最小公分母
- 算术平均
- 体积

一般来说，传统的教育方法是基于直接告诉学生标准的解题步骤，如十进制加法。这写题目往往是一个单独的问题，而不是复杂问题的一部分。于此相比，改革的书籍提倡在学生遇到问题，处在必要的背景中时，再去学习相关的知识。在现代课程中的学生通常探索自己的方法来计算多位数乘法，从而在学习标准算法之前深化理解了乘法原则。父母有时会误以为这种方法不教公式和标准算法，因此偶尔会呼吁回归传统的方法。这种呼声在1990年代变得尤其激烈。（见数学战争）
按照20世纪早期的传统顺序，代数或几何应该保留到高中，而统计在大学才开始学，但是新标准很早就引入这些分支中的基本定理。例如，现在大多数美国标准要求孩子在幼儿园学会识别和扩展模式。这个非常基本的代数形式推理在小学扩展成对函数和算术运算中模式的识别，如分配律是做高中代数的重要原则。今天的大多数课程鼓励孩子在小学思考几何形状及其属性，以准备在中学几何课程的更高级的推理。目前的标准要求孩子学基本统计思想，如条形图组织数据。更复杂的概念，如：包含数字和字母的代数表达式、几何表面积、统计方法、中位数等出现在了最新标准的六年级课本中。

## 传统数学的批判
传统数学教学的批评起源于其它教学方法，如改革数学。这些批评者引用一些研究结论，如1-4年级算法的有害影响，发现传统数学教学效果低于其它方法的特定实例。其它方法的支持者认为，传统教学方法偏重记忆和重复，无法促进概念的理解和数学创造性与探索性。批评者有时注意到这样的事实，数学的历史通常发生在欧洲，一般是男性提出的方法，因此忽略了平等问题，疏远了少数群体和女性。
大规模研究的一般共识是，用传统的标准化测试来衡量，传统数学和改革数学的学生在课程中学习到的基本技能水平相当，但改革数学的学生在要求理解概念和解决实际问题的任务上做得更好。传统方法的批评者指出，只有一小部分的学生获得最高水平的数学能力，如微积分。一些人认为甚至是掌握代数的学生都太少了。
在20世纪80和90年代，计算器在美国数学教学的使用变得很普遍。批评人士认为，随意的使用计算器，使学生很容易的得到许多问题的答案，而没有理解其中的数学原理。然而，其他人如Conrad Wolfram主张一个更激进的基于计算机使用的完全背离传统的数学教育。
数学教育工作者，如Alan Schoenfeld，质疑传统数学教导的数学是否是数学家和其他专家所理解的数学。相反，Schoenfeld指出，学生需要将数学理解为一个必须背诵和模仿的断开连接的规则列表。

## 传统数学教科书
一般来说，注重教导标准算术方法的数学教科书，可被分类到传统数学教科书。改革数学教科书往往会专注于概念上的理解，通常避免直接教导标准算法，频繁的引导学生探索和发现相关的数学。目前以下的教科书被认为适合与学习传统方法，也常有助于在家自学。
- Saxon math
- Modern Curriculum Press

## 最近的趋势
在21世纪第一个十年，美国的“數學戰爭”已经冷却下来，改革组织例如全国数学教师理事会和国家委员会，如同乔治·布什（George W. Bush）召集的国家数学顾问小组得出结论，需要结合传统数学元素（如掌握基本技能和一些直接教学）和改革数学（比如一些以学生为中心的教学和强调概念的理解与解决问题的能力）以更好的教学。

## 促进传统数学的组织
这些组织大多数是反对改革数学的，他们对一些数字课本给出了很差的评论，如Investigations in Numbers, Data, and Space、Mathland 和Core-Plus Mathematics Project，因为没有遵循传统的数学方法。
- Mathematically Correct，一个支持传统数学的网站
- NYC HOLD，一个纽约组织，包含教师、专业数学家、父母和其他一些在近年来为采用掌握基础、传统数学课程而非常活跃的人
- Illinois Loop，一个广泛覆盖数学问题和特定数学课程的网站
- Where's The Math，一个支持传统数学并更专注于华盛顿州标准的网站